# Pont del Molí de Saleta
El Pont del Molí de Saleta és una obra de Sant Hilari Sacalm (Selva) inclosa a l'Inventari del Patrimoni Arquitectònic de Catalunya.

## Descripció
Està situat a sobre la riera d'Osor o riera de la Font Picant. Abans d'arribar a Monsolí, proper a al carretera d'Osor a Sant Hilari Sacalm (A.PLADEVALL).
D'un sol arc, sense baranes, tot de pedra, estrabat a la rocs, avui en dia l'única útilitat és per anar a trobar ña carretera tot caminant. Passa per sobre de la riera d' Osor, afluent per la dreta del Ter.